# Раден, Вильгельм фон
Барон Вильгельм фон Раден (нем. Wilhelm von Radhen; 10 августа 1793, Бреслау — 2 ноября 1860, Гота, Тюрингия) — прусский военачальник, генерал и военный писатель
.

## Биография
Представитель курляндского дворянского рода баронов фон Раден.
В 1809 году поступил на военную службу в Прусскую армию. Участвовал лейтенантом в походах 1813—1815 годах; был ранен в битвах при Лютцене, Бауцене, Лейпциге и Ватерлоо.
Осенью 1829 года отправился в Санкт-Петербург, где получил должность капитана в Генерального штабе Российской Императорской Армии, но в августе 1830 года вернулся в Пруссию. В 1832 году  вступил в ряды защитников цитадели Антверпена артиллеристом, получил тяжёлое ранение.
В 1837—1840 годах добровольцем сражался в Испании в рядах карлистов.
В 1849 году вернулся в прусскую армию в чине генерала и участвовал в баденской и шлезвиг-голштинской кампаниях.
Умер в замке Фриденштайн.

## Избранные произведения
- Cabrera. Erinnerungen aus dem Spanischen Bürgerkrieg. Frankfurt am Main, 1840
- Wanderungen eines alten Soldaten. Erster Teil. Berlin, 1846
- Wanderungen eines alten Soldaten. Zweiter Teil. Berlin, 1847
- Wanderungen eines alten Soldaten. Dritter Teil. Berlin, 1851
- Miguel Gomez. Ein Lebenslichtbild. Berlin, 1859